# Gennadij Komnatov
Gennadij Komnatov (ryska: Геннадий Викторович Комнатов), född den 18 september 1949 i Omsk, Ryssland, död 30 mars 1979 i Omsk, var en sovjetisk tävlingscyklist som tog OS-guld i lagtempoloppet vid olympiska sommarspelen 1972 i München. 